# Cyborg

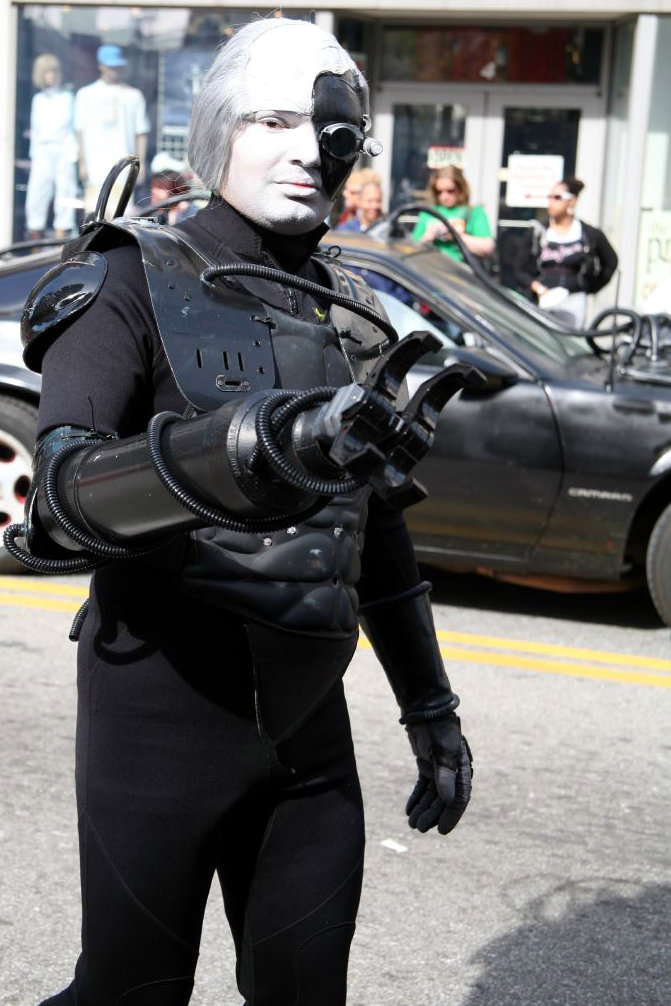
Ett exempel på en cyborg inom Science fiction

Cyborg (teleskopord av cybernetisk organism) är en cybernetisk organism, det vill säga en organism som består av såväl biologisk vävnad som syntetiska delar. Termen myntades 1960 av Manfred Clynes och Nathan Kline, i en artikel om möjligheten att använda självreglerande människa-maskin-system vid rymdresor.
Fiktiva cyborger beskrivs som individer vars syntetiska kroppsdelar har smält samman med organisk vävnad.
Man kan hävda att cyborger inte uteslutande är fiktiva individer; människor med till exempel pacemaker eller konstgjorda hjärtan kan ses som exempel på cyborger som finns redan idag.
Cyborger är ett populärt tema inom science fiction-genren.

## Cyborgsoldater
Implantat som ger det egna manskapet överlägsna fördelar kan ses som ett hot eller en möjlighet i militära sammanhang. Till exempel offentliggjorde den franska försvarsmakten 2020 att de inleder en förstudie i ämnet.